# ميلوش راونيتش
ميلوش راونيتش (بالإنجليزية: Milos Raonic)‏ (مواليد 27 ديسمبر 1990) هو لاعب تنس كندي مُحترف، يعيش الآن في مدينة مونت كارلو الفرنسية، يتدرب هذا اللاعب حالياً على يد المدرب كارلوس مويا وذلك منذ سنة 2016، وكان يتدرب بالسابق من المدرب إيفان ليوبيسيتش، وبلغ راونيتش أعلى تصنيف فردي له في المركز الرابع عالميًا في 11 مايو 2015.

## وصلات خارجية
- ميلوش راونيتش على موقع IMDb (الإنجليزية)
- ميلوش راونيتش على موقع رابطة محترفي التنس (الإنجليزية)
- ميلوش راونيتش على موقع الاتحاد الدولي لكرة المضرب (الإنجليزية)
- ميلوش راونيتش على موقع كأس ديفيز (الإنجليزية)
- ميلوش راونيتش على موقع بطولة ويمبلدون (الإنجليزية)
- ميلوش راونيتش على موقع خلاصة التنس.كوم (الإنجليزية)
- ميلوش راونيتش على موقع إي إس بي إن.كوم (الإنجليزية)
- ميلوش راونيتش على موقع اللجنة الأولمبية الدولية (الإنجليزية)
- ميلوش راونيتش على موقع أوليمبيديا (الإنجليزية)
- ميلوش راونيتش على موقع اللجنة الأولمبية الكندية (الإنجليزية)
- ميلوش راونيتش على موقع AS.com (الإسبانية)

- صفحة اللاعب على موقع رابطة محترفي التنس
- الموقع الرسمي لللاعب ميلوش راونيتش